# 10773 Jamespaton
10773 Jamespaton este un asteroid din centura principală de asteroizi.

## Descriere
10773 Jamespaton este un asteroid din centura principală de asteroizi. A fost descoperit pe 7 ianuarie 1991 la Siding Spring de Robert H. McNaught. Asteroidul prezintă o orbită caracterizată de o semiaxă mare de 3,20 ua, o excentricitate de 0,07 și o înclinație de 21,1° în raport cu ecliptica.